# Коцила, Давид
Давид Коцила (пол. Dawid Kocyła; 23 июля 2002 года, Белхатув, Польша) — польский футболист, вингер клуба «Висла» Плоцк.

## Клубная карьера
Футболом начал заниматься в академии клуба «Белхатув» из родного Белхатува. Перед сезоном 2019/20 был переведён в состав первой команды, выступавшей в Первой лиге. Дебютировал 27 июля 2019 года в домашнем матче со «Стомилем», заменив Пшемыслава Здибовича на 72-й минуте. Первый гол забил 10 августа в домашнем матче с «Радомяком», выйдя на замену на 74-й минуте и завершив разгром на 89-й. На тот момент нападающему было 17 лет и 18 дней, тем самым он стал самым молодом автором гола в истории Первой лиги. Впервые в стартовом составе вышел 1 сентября в домашнем матче с «Хробры» из Глогува. 26 сентября подписал с клубом трёхлетний контракт.
Сообщалось об интересе к молодому бомбардиру со стороны итальянских «Болоньи», «Кальяри» и «Дженоа» (все три клуба имели в своём составе поляков). Тем не менее 13 декабря плоцкая «Висла», выступавшая в Экстраклассе, официально объявила о подписании с игроком контракта до конца 2022 года. Трансфер обошёлся клубу в 56 тысяч злотых. 9 февраля 2020 года дебютировал в домашнем матче с щецинской «Погонью», выйдя в стартовом составе и уйдя на замену Миколаю Кветневскому на 80-й минуте. Первый гол забил 31 мая в гостевом матче с «Короной» из Кельце, открыв счёт в матче на 15-й минуте. 14 июля в домашнем матче также с «золотисто-кровавыми» оформил первый в карьере дубль, принеся команде победу.
После успешных сезонов 2019/20 и 2020/21, в которых вингер забил соответственно три и четыре мяча, первую половину сезона 2021/22 игрок не забивал. 21 января 2022 года «Термалица» объявила о переходе Коцилы на правах аренды до конца сезона. Дебютировал 12 февраля в гостевом матче с «Лехом», заменив на 76-й минуте Кацпера Спевака. Впервые в стартовом составе вышел 28 февраля в гостевом матче с «Краковией». По окончании сезона вернулся в «Вислу». 17 июля в домашнем матче с гданьской «Лехией» на 85-й минуте заменила Давида Альвареса и на 90-й минуте забил гол, прервав свою серию из 24 матчей без забитых мячей.

## Карьера в сборной
Выступал за молодёжные сборные Польши разных возрастов. За сборную до 19 лет дебютировал 6 сентября 2019 года в гостевом товарищеском матче со сборной Армении, заменив в перерыве Бартоша Бялека. 8 октября 2020 года в домашнем товарищеском матче со сборной Дании в перерыве заменил Александера Буксу и на 74-й минуте забил первый гол за сборную. За сборную до 21 года дебютировал 26 марта 2021 года в товарищеском матче со сборной Саудовской Аравии, выйдя на замену в перерыве.

## Стиль игры
Коцила — скоростный универсальный игрок атаки, способный сыграть как на позиции девятки, так и на обоих флангах, с хорошей игрой в штрафной.

## Статистика
| Клуб                        | Сезон            | Лига | Лига | Кубки | Кубки | Итого | Итого |
| Клуб                        | Сезон            | Игры | Голы | Игры  | Голы  | Игры  | Голы  |
| --------------------------- | ---------------- | ---- | ---- | ----- | ----- | ----- | ----- |
| Белхатув                    | 2019/20          | 15   | 3    | 0     | 0     | 15    | 3     |
| Белхатув                    | Итого            | 15   | 3    | 0     | 0     | 15    | 0     |
| Висла (Плоцк)               | 2019/20          | 11   | 3    | 0     | 0     | 11    | 3     |
| Висла (Плоцк)               | 2020/21          | 27   | 4    | 2     | 0     | 29    | 4     |
| Висла (Плоцк)               | 2021/22          | 11   | 0    | 1     | 0     | 12    | 0     |
| Висла (Плоцк)               | 2022/23          | 15   | 2    | 1     | 1     | 16    | 3     |
| Висла (Плоцк)               | Итого            | 64   | 9    | 4     | 1     | 68    | 10    |
| Брук-Бет Термалика (аренда) | 2021/22          | 13   | 0    | −     | −     | 13    | 0     |
| Брук-Бет Термалика (аренда) | Итого            | 13   | 0    | 0     | 0     | 13    | 0     |
| Всего за карьеру            | Всего за карьеру | 92   | 12   | 4     | 1     | 96    | 13    |